# Галилео (спутниковая система навигации)
«Галиле́о» (Galileo) — Европейская спутниковая система навигации (GNSS). Это совместная инициатива Европейской комиссии, Агентства Европейского союза по Космической программе и Европейского космического агентства. Она является частью транспортного проекта Трансъевропейские сети (англ. Trans-European Networks). Система предназначена для решения геодезических и навигационных задач. В последнее время всё больше производителей ССН-оборудования интегрируют в свои спутниковые приёмники и антенны возможность принимать и обрабатывать сигналы со спутников «Галилео», этому способствует достигнутая в июне 2004 года договорённость о совместимости и взаимодополнении с системой NAVSTAR GPS третьего поколения. Финансирование проекта будет осуществляться в том числе за счёт продажи лицензий производителям приёмников.
Полный состав планировавшейся группировки 30 спутников (24 операционных и 6 резервных). Компания Arianespace заключила договор на 10 ракет-носителей «Союз» для запуска спутников начиная с 2010 года. Космический сегмент будет обслуживаться наземной инфраструктурой, включающей в себя три центра управления и глобальную сеть передающих и принимающих станций.
«Галилео» введена в строй 15 декабря 2016 года при тогдашней группировке из 18 спутников.
В отличие от американской GPS и российской ГЛОНАСС, система «Галилео» не контролируется национальными военными ведомствами, однако в 2008 году парламент ЕС принял резолюцию «Значение космоса для безопасности Европы», согласно которой допускается использование спутниковых сигналов для военных операций, проводимых в рамках европейской политики безопасности. Разработку системы осуществляет Европейское космическое агентство. Общие затраты оцениваются в 4,9 млрд евро.
Спутники «Галилео» выводятся на круговые геоцентрические орбиты высотой 23 222 км (или 29 600 км от центра Земли), проходят один виток за 14 ч 4 мин 42 с и обращаются в трёх плоскостях, наклонённых под углом 56° к экватору. Долгота восходящего узла каждой из трёх орбит отстоит на 120° от двух других. На каждой из орбит при полном развёртывании системы будет находиться 8 действующих и 2 резервных спутника. Эта конфигурация спутниковой группировки обеспечит одновременную видимость из любой точки земного шара по крайней мере четырёх аппаратов. Временна́я погрешность атомных часов, установленных на спутниках, составляет одну миллиардную долю секунды, что обеспечит точность определения места приёмника около 30 см на низких широтах. За счёт более высокой, чем у спутников GPS, орбиты, на широте Полярного круга будет обеспечена точность до одного метра.
Каждый аппарат «Галилео» весит около 675 кг, его габариты со сложенными солнечными батареями составляют 3,02 × 1,58 × 1,59 м, а с развёрнутыми — 2,74 × 14,5 × 1,59 м, энергообеспечение равно 1420 Вт на солнце и 1355 Вт в тени. Расчётный срок эксплуатации спутника превышает 12 лет.

Наблюдаемость спутников группировки «Галилео» с фиксированной точки на земной поверхности

## Этапы проекта

Сравнение орбит разных навигационных систем

### Первый этап — In-Orbit Validation (IOV)
Первая фаза — планирование и определения задач стоимостью в 100 млн евро, второй этап состоит в запуске двух опытных спутников и развития инфраструктуры (наземных станций для них) стоимостью 1,5 млрд евро.
Первый опытный спутник системы «Галилео» был доставлен на космодром Байконур 30 ноября 2005 года. 28 декабря 2005 года в 8:19 с помощью ракеты-носителя «Союз-ФГ» космический аппарат GIOVE-A был выведен на расчётную орбиту высотой 23 222 км с наклонением 56°. Масса аппарата 700 кг, габаритные размеры: длина — 1,2 м, диаметр — 1,1 м. Основная задача GIOVE-A состояла в испытании дальномерных сигналов «Галилео» на всех частотных диапазонах. Спутник создавался в расчёте на 2 года активного экспериментирования, которое и было успешно завершено примерно в расчётные сроки. Передача сигналов по состоянию на апрель 2009 года ещё продолжалась.
Второй опытный спутник системы «Галилео» GIOVE-B был запущен 27 апреля 2008 года и начал передавать сигналы 7 мая 2008 года. Основная задача GIOVE-B состоит в тестировании передающей аппаратуры, которая максимально приближена к будущим серийным спутникам. GIOVE-B — первый спутник, в котором в качестве часов используется водородный мазер. GIOVE-B способен передавать несколько модификаций дальномерного кода открытой службы на частоте L1 (модуляции BOC(1,1), CBOC, TMBOC), из которых предполагается выбрать одну для дальнейшего постоянного использования.
Оба спутника GIOVE предназначены для проведения испытаний аппаратуры и исследования характеристик сигналов. Для систематического сбора данных измерений усилиями ЕКА была создана всемирная сеть наземных станций слежения, оборудованных приёмниками, разработанными в компании Septentrio.

### Второй этап — Initial Operational Capability (IOC)
Второй этап состоит в выводе на орбиты четырёх спутников Galileo IOV (in-orbit validation), которые, будучи запущенными парами (два 20 октября 2011 года и ещё два в октябре 2012 года), создали первое мини-созвездие Galileo. Запуски состоялись в рамках программы «Союз на Куру» с помощью ракеты «Союз-СТБ» с космодрома в Куру. Первые четыре спутника строятся партнёрством EADS Astrium-Thales Alenia Space. Спутники будут расположены на круговых орбитах на высоте 23 222 км.
10 декабря 2011 года Galileo передала на Землю первый тестовый навигационный сигнал — два спутника, выведенные на орбиту в октябре российским «Союзом», успешно включили свои передатчики. Специалисты Galileo включили главную антенну L-диапазона (1,2—1,6 гигагерца), с которой был передан первый для Galileo навигационный сигнал, его мощность и форма соответствовали всем спецификациям, а также совместимы с американской системой GPS.
12 октября 2012 года были запущены на орбиту ещё 2 спутника проекта Galileo, стало возможным первое позиционирование из космоса, так как для него необходимо по крайней мере четыре спутника. С каждым следующим выводом новых спутников точность позиционирования будет повышаться. 4 декабря 2012 третий спутник Galileo передал на Землю первый тестовый навигационный сигнал, то есть на всех частотах полноценно функционируют уже три спутника Galileo.
Тестовая фаза проекта «Галилео» произошла 12 марта 2013 года. Это первое определение долготы, широты и высоты над уровнем моря с помощью «Галилео». Эксперимент состоялся в навигационной лаборатории технического сердца проекта — ЕКА ESTEC, в Нордвейке, Нидерланды, утром 12 марта с ожидаемой точностью навигации от 10 до 15 метров. Для этого пришлось с максимальной точностью расположить четыре первых спутника на орбите. На тот момент позиционирование было возможно в течение максимум двух-трёх часов в день.
12 ноября в 16:38 по московскому времени над базой Воздушных сил Gilze-Rijen в Нидерландах с помощью четырёх спутников Европейского космического агентства впервые удалось определить широту, долготу и высоту, — то есть отследить местоположение воздушного судна (самолёт — Fairchild Metro-II), которое участвовало в тестировании европейской системы спутниковой навигации.
Это был первый раз, когда Европе удалось отследить передвижение воздушного судна, используя только собственную независимую систему навигации.
Создание наземного сегмента: трёх центров управления (GCC), пяти станций контроля за спутниковой группировкой (TTC), 30 контрольных приёмных станций (GSS), 9 аплинк-станций (ULS) для актуализации излучаемых сигналов.
В целом наземный сегмент «Галилео» для фазы орбитальной проверки (ФОП) будет включать 18 сенсорных станций, 5 аплинковых, 2 блока телеметрии, трекинга и команд, а также 2 центра управления «Галилео» (ЦУГ). Центры управления будут расположены в Фучино (Италия, 2010) и Оберпфаффенхофене (Германия). Данные, собранные сенсорными станциями, будут передаваться в ЦУГи, где они будут обработаны управлением миссии для того, чтобы определить данные, которые в дальнейшем будут отправлены обратно на спутники через аплинковые станции. Способность системы «Галилео» напрямую информировать пользователей об уровне целостности сигнала представляет основное существенное отличие от других систем спутниковой навигации.
Пресс-служба Европейского космического агентства ESA сообщила, что 27 января 2010 года в Европейском центре космических исследований и технологий в городе Нордвейк (Нидерланды) состоялась церемония подписания первых трёх контрактов, обеспечивающих полномасштабное развёртывание группировки Galileo.
Вывод на орбиту спутниковой группировки. Компания Thales Alenia Space (Италия) обеспечит системную подготовку Galileo, компания OHB-System AG (Германия) произведёт (совместно с британской SSTL) спутники первой очереди системы. Первый спутник должен быть готов к июлю 2012 года, впоследствии каждые три месяца должны поставляться очередные два аппарата, объём заказа составляет 566 млн евро.
Первые виды услуг должны быть представлены в 2014 году, все виды служб — не раньше 2016 года. Общая стоимость проекта на данном этапе — 3,4 млрд евро.
Всемирная сеть станций Galileo будет контролироваться Центром управления, находящимся в Фучино (Италия). Поправки в сигнал определения координат спутниками будут вноситься через каждые 100 минут или даже меньше.
Уже смонтированы и готовы к работе станции слежения и корректировки точности спутникового сигнала в итальянском Фучино, в Куру Французской Гвианы, в норвежском Шпицбергене, а также в антарктическом Тролле, на островах Реюньон и Кергелен в Индийском океане, в Новой Каледонии Тихого океана. Все они связаны с двумя центрами управления Galileo: Фучино отвечает за предоставление навигационных услуг, а Оберпфаффенхофен отвечает за управление спутниками. Некоторые из построенных станций в Швеции (Кируна) и на Французской Гвиане (Куру) уже используются для мониторинга первых спутников Galileo, запущенных в октябре 2011 года.

### Третий этап — Full Operational Capability (FOC)
Третий этап проекта запущен с 2014 года, стоимость — примерно 220 млн евро в год. Возможно, лицензия на эксплуатацию будет передана частным компаниям.
К 2015 году на орбиту будут выведены ещё 14 спутников, остальные — к 2020 году.
После завершения развёртывания группировки спутники обеспечат в любой точке планеты, включая Северный и Южный полюсы, 90-процентную вероятность одновременного приёма сигнала от четырёх спутников.
Благодаря доступу к точному сигналу в двух частотных диапазонах клиенты «Галилео» получат информацию о своём местоположении с точностью 4 м в горизонтальной плоскости и 8 м в вертикальной с доверительной вероятностью 0,95. Применение европейского дополнения EGNOS повысит точность до 1 м, а в специальных режимах она будет доведена до 10 см.
Для максимальной синхронизации спутники Galileo оснащены сверхточными атомными часами на рубидии-87 с максимальной ошибкой до одной секунды за три миллиона лет, что соответствует навигационной неточности, не превышающей 30 см при одновременном приёме сигнала от восьми—десяти спутников.
22 августа 2014 года первые полнофункциональные (англ. Full Operational Capability, сокр. FOC) спутники Galileo были запущены с космодрома Куру (Французская Гвиана) с использованием российской ракеты-носителя «Союз-СТ-Б». Вывод спутников на целевую орбиту прошёл неудачно из-за ошибки в работе разгонного блока «Фрегат-МТ» (разработчик и производитель «Фрегатов» — подмосковное НПО имени Лавочкина). Это первая нештатная ситуация при запуске космических аппаратов с космодрома Куру при помощи российских изделий. Пуски ракет «Союз-СТ-Б» были временно приостановлены.
26 марта 2015 года был выполнен следующий запуск спутников Galileo с космодрома Куру с помощью российской ракеты-носителя «Союз-СТ-Б».
11 сентября 2015 года из Гвианского космического центра (ГКЦ, Французская Гвиана) совместные расчёты российских и европейских специалистов выполнили запуск российской ракеты-носителя СОЮЗ-СТ-Б с разгонным блоком ФРЕГАТ-МТ и двумя европейскими космическими аппаратами GALILEO FOC М3. 17 декабря 2015 года из Гвианского космического центра успешно выполнен запуск ракеты «Союз-СТ-Б» с космическими аппаратами Galileo FOC M4.
15 декабря 2016 года навигационная система «Галилео» официально введена в эксплуатацию Европейской комиссией и стала доступной пользователям в режиме «начальной эксплуатационной производительности» (англ. Initial Operational Capability). На момент ввода системы на орбите находились 18 спутников, из них: 11 — действующих, 4 — вводятся в эксплуатацию, 2 — работают в тестовом режиме и 1 — не функционирует. На начальном этапе система не сможет самостоятельно обеспечивать круглосуточное глобальное покрытие, поэтому будет компенсироваться данными спутников системы GPS.
В середине января 2017 года было сообщено, что на спутниках вышли из строя 10 атомных часов, трое традиционных рубидиевых и семь более точных, водородных. Одни водородные часы впоследствии удалось вернуть в строй. Поломки произошли на разных типах спутников, как полнофункциональных FOC, так и IOV, запущенных первыми для подтверждения функционирования системы. Пять установок водородных часов отказало на спутниках IOV. Поскольку на каждом спутнике находится 4 установки атомных часов, по 2 каждого типа, а для функционирования спутника необходимы только одни, то поломка не отразилась на системе навигации в целом. Из-за расследования причин неполадок запуск следующих спутников отложен на несколько месяцев.
В середине февраля 2017 года появилась информация о недостаточной защищённости сигналов «Галилео» от хакерских атак. Над устранением проблемы работают учёные Университета Левен (Бельгия). Для этого ими предложено использовать метод TESLA для электронных подписей. Служба проверки подлинности публично появится на некоторых спутниках «Галилео» в 2018 году, а полностью начнёт функционировать к 2020 году. Пользователям понадобится специальный приёмник для сигналов «Галилео», который также может проверять электронные подписи.

### Четвёртый этап — Galileo Second Generation (G2G)
В январе 2021 г. было заключено два контракта с Thales Alenia Space (Италия) и Airbus Defense & Space (Германия) на сумму 1,47 миллиарда EUR (1,77 миллиарда $) на разработку и производство каждой из компаний по шесть спутников Galileo G2 первой серии. Новые спутники будут выведены на орбиту с помощью РН Ariane-62 в 2026 г.
Спутники Галилео Второго Поколения (G2G) будут обладать следующими новыми возможностями:
- полезная нагрузка полностью в цифровом исполнении с возможностью перепрограммирования на борту;
- межспутниковые линии связи для управления, контроля и измерения дальности;
- использование электрической двигательной установки;
- усовершенствованные механизмы защиты от преднамеренных и имитационных помех.

### Сбои работы
12 июля 2019 года все спутники группировки на сайте оператора системы Galileo были помечены как неработающие, а пользователи спутниковой системы не смогли использовать сигналы с космических аппаратов. InsideGNSS, который отслеживает состояние европейской спутниковой системы, сообщил, что первое уведомление о перебоях в работе появилось 11 июля и 16 июля дата завершения работ всё ещё не была объявлена.

## Система координат
Система использует систему координат Galileo Terrestrial Reference Frame (GTRF), связанную с международной земной системой координат ITRF и определённую таким образом, что её расхождение с ITRF не превышает 3 см с вероятностью 0,95.

## Список спутников
| Идентификатор запуска; Дата, время запуска (UTC) | Мисия; Спутник                              | NSSDC ID SCN    | Ракета-носитель / Разгонный блок | Космодром, стартовый комплекс | Результат         | Статус                                                                                     |
| ------------------------------------------------ | ------------------------------------------- | --------------- | -------------------------------- | ----------------------------- | ----------------- | ------------------------------------------------------------------------------------------ |
| 28.12.2005 17:19                                 | GIOVE-A (GSAT 0001)                         | 2005-051A 28922 | Союз-ФГ / Фрегат                 | Байконур, 31/6                | Успех             | не используется                                                                            |
| 26.04.2008 10:16                                 | GIOVE-B (GSAT 0002)                         | 2008-020A 32781 | Союз-ФГ / Фрегат                 | Байконур, 31/6                | Успех             | не используется                                                                            |
| L1 21.10.2011 10:30                              | Galileo 1 (IOV PFM, GSAT 0101, Thijs)       | 2011-060A 37846 | Союз-СТ-Б / Фрегат-MT            | Куру, ELS                     | Успех             | действующий                                                                                |
| L1 21.10.2011 10:30                              | Galileo 2 (IOV FM2, GSAT 0102, Natalia)     | 2011-060B 37847 | Союз-СТ-Б / Фрегат-MT            | Куру, ELS                     | Успех             | действующий                                                                                |
| L2 12.10.2012 18:15                              | Galileo 3 (IOV FM3, GSAT 0103, David)       | 2012-055A 38857 | Союз-СТ-Б / Фрегат-MT            | Куру, ELS                     | Успех             | действующий                                                                                |
| L2 12.10.2012 18:15                              | Galileo 4 (IOV FM4, GSAT 0104, Sif)         | 2012-055B 38858 | Союз-СТ-Б / Фрегат-MT            | Куру, ELS                     | Успех             | не работает с 27 мая 2014                                                                  |
| L3 22.08.2014 12:27                              | Galileo 5 (FOC FM1, GSAT 0201, Doresa)      | 2014-050A 40128 | Союз-СТ-Б / Фрегат-MT            | Куру, ELS                     | Частичная неудача | тестовый режим                                                                             |
| L3 22.08.2014 12:27                              | Galileo 6 (FOC FM2, GSAT 0202, Milena)      | 2014-050B 40129 | Союз-СТ-Б / Фрегат-MT            | Куру, ELS                     | Частичная неудача | тестовый режим                                                                             |
| L4 27.03.2015 21:46                              | Galileo 7 (FOC FM3, GSAT 0203, Adam)        | 2015-017A 40544 | Союз-СТ-Б / Фрегат-MT            | Куру, ELS                     | Успех             | действующий                                                                                |
| L4 27.03.2015 21:46                              | Galileo 8 (FOC FM4, GSAT 0204, Anastasia)   | 2015-017B 40545 | Союз-СТ-Б / Фрегат-MT            | Куру, ELS                     | Успех             | Выведен из сервиса 2017-12-08 до дальнейшего уведомления для целей управления группировкой |
| L5 11.09.2015 02:08                              | Galileo 9 (FOC FM5, GSAT 0205, Alba)        | 2015-045A 40889 | Союз-СТ-Б / Фрегат-MT            | Куру, ELS                     | Успех             | действующий                                                                                |
| L5 11.09.2015 02:08                              | Galileo 10 (FOC FM6, GSAT 0206, Oriana)     | 2015-045B 40890 | Союз-СТ-Б / Фрегат-MT            | Куру, ELS                     | Успех             | действующий                                                                                |
| L6 17.12.2015 11:51                              | Galileo 11 (FOC FM8, GSAT 0208, Andriana)   | 2015-079B 41175 | Союз-СТ-Б / Фрегат-MT            | Куру, ELS                     | Успех             | действующий                                                                                |
| L6 17.12.2015 11:51                              | Galileo 12 (FOC FM9, GSAT 0209, Liene)      | 2015-079A 41174 | Союз-СТ-Б / Фрегат-MT            | Куру, ELS                     | Успех             | действующий                                                                                |
| L7 24.05.2016 08:48                              | Galileo 13 (FOC FM10, GSAT 0210, Danielè)   | 2016-030A 41549 | Союз-СТ-Б / Фрегат-MT            | Куру, ELS                     | Успех             | Выведен из сервиса                                                                         |
| L7 24.05.2016 08:48                              | Galileo 14 (FOC FM11, GSAT 0211, Alizée)    | 2016-030B 41550 | Союз-СТ-Б / Фрегат-MT            | Куру, ELS                     | Успех             | действующий                                                                                |
| L8 17.11.2016 13:06                              | Galileo 15 (FOC FM7, GSAT 0207, Antonianna) | 2016-069A 41859 | Ариан-5 ES                       | Куру, ELA-3                   | Успех             | действующий                                                                                |
| L8 17.11.2016 13:06                              | Galileo 16 (FOC FM12, GSAT 0212, Lisa)      | 2016-069B 41860 | Ариан-5 ES                       | Куру, ELA-3                   | Успех             | действующий                                                                                |
| L8 17.11.2016 13:06                              | Galileo 17 (FOC FM13, GSAT 0213, Kimberley) | 2016-069C 41861 | Ариан-5 ES                       | Куру, ELA-3                   | Успех             | действующий                                                                                |
| L8 17.11.2016 13:06                              | Galileo 18 (FOC FM14, GSAT 0214, Tijmen)    | 2016-069D 41862 | Ариан-5 ES                       | Куру, ELA-3                   | Успех             | действующий                                                                                |
| L9 12.12.2017 18:36                              | Galileo 19 (FOC FM15, GSAT 0215, Nicole)    | 2017-079A 43055 | Ариан-5 ES                       | Куру, ELA-3                   | Успех             | действующий                                                                                |
| L9 12.12.2017 18:36                              | Galileo 20 (FOC FM16, GSAT 0216, Zofia)     | 2017-079B 43056 | Ариан-5 ES                       | Куру, ELA-3                   | Успех             | действующий                                                                                |
| L9 12.12.2017 18:36                              | Galileo 21 (FOC FM17, GSAT 0217, Alexandre) | 2017-079C 43057 | Ариан-5 ES                       | Куру, ELA-3                   | Успех             | действующий                                                                                |
| L9 12.12.2017 18:36                              | Galileo 22 (FOC FM18, GSAT 0218, Irina)     | 2017-079D 43058 | Ариан-5 ES                       | Куру, ELA-3                   | Успех             | действующий                                                                                |
| L10 25.07.2018 11:25                             | Galileo 23 (FOC FM19, GSAT 0219, Tara)      | 2018-060C 43566 | Ариан-5 ES                       | Куру, ELA-3                   | Успех             | действующий                                                                                |
| L10 25.07.2018 11:25                             | Galileo 24 (FOC FM20, GSAT 0220, Samuel)    | 2018-060D 43567 | Ариан-5 ES                       | Куру, ELA-3                   | Успех             | действующий                                                                                |
| L10 25.07.2018 11:25                             | Galileo 25 (FOC FM21, GSAT 0221, Anna)      | 2018-060A 43564 | Ариан-5 ES                       | Куру, ELA-3                   | Успех             | действующий                                                                                |
| L10 25.07.2018 11:25                             | Galileo 26 (FOC FM22, GSAT 0222, Ellen)     | 2018-060B 43565 | Ариан-5 ES                       | Куру, ELA-3                   | Успех             | действующий                                                                                |
| L11 05.12.2021 00:19                             | Galileo 27 (FOC FM23, GSAT0223, Nikolina)   | 2021-116A 49809 | Союз-СТ-Б / Фрегат-MT            | Куру, ELS                     | Успех             | действующий                                                                                |
| L11 05.12.2021 00:19                             | Galileo 28 (FOC FM24, GSAT0224, Shriya)     | 2021-116B 49810 | Союз-СТ-Б / Фрегат-MT            | Куру, ELS                     | Успех             | действующий                                                                                |
| L12 28.04.2024 00:34                             | Galileo 29 (FOC FM25, GSAT0225)             | 2024-079A 59598 | Falcon 9 FT (B1060.20)           | Мыс Канаверал, SLC-40         | Успех             | действующий                                                                                |
| L12 28.04.2024 00:34                             | Galileo 30 (FOC FM27, GSAT0227)             | 2024-079C 59600 | Falcon 9 FT (B1060.20)           | Мыс Канаверал, SLC-40         | Успех             | действующий                                                                                |
| L13 17.09.2024 22:50                             | FOC FM26, GSAT0226                          |                 | Falcon 9 FT (B1067.22)           | Мыс Канаверал, SLC-40         | Успех             | Вводится в эксплуатацию на 20.09.2024                                                      |
| L13 17.09.2024 22:50                             | FOC FM32, GSAT0232                          |                 | Falcon 9 FT (B1067.22)           | Мыс Канаверал, SLC-40         | Успех             | Вводится в эксплуатацию на 20.09.2024                                                      |

## Службы

### Открытая общая служба (Open Service)
Бесплатный сигнал, сопоставимый по точности с ныне существующими системами (благодаря большему количеству спутников — 27 против 24 в NAVSTAR GPS — покрытие сигналом в городских условиях должно быть доведено до 95 %). Гарантий его получения предоставляться не будет. Благодаря найденному компромиссу с правительством США будет применяться формат данных BOC1.1, используемый в сигналах модернизированного GPS, что позволит взаимодополнять системы GPS и «Галилео».

### Служба повышенной надёжности (Safety-of-Life Service, SoL)
С гарантиями получения сигнала и системой предупреждения в случае понижения точности определения предусмотрена прежде всего для использования в авиации и судовой навигации. Надёжность будет повышена за счёт применения двухдиапазонного приёмника (L1: 1559—1591 и E5: 1164—1215 МГц) и повышенной скорости передачи данных (500 бит/с).

### Коммерческая служба (Commercial Service)
Кодированный сигнал, позволяющий обеспечить повышенную точность позиционирования, будет предоставляться заинтересованным пользователям за отдельную плату. Точность позиционирования увеличивается за счёт использования двух дополнительных сигналов (в диапазоне E6 1260—1300 МГц). Права на использование сигнала планируется перепродавать через провайдеров. Предполагается гибкая система оплаты в зависимости от времени использования и вида абонемента.

### Правительственная служба (Public Regulated Service, PRS)
Особо надёжная и высокоточная служба с использованием кодированного сигнала и строго контролируемым кругом абонентов. Сигнал будет защищён от попыток его симулировать и предназначен прежде всего для использования спецслужбами (полиция, береговая охрана и т. д.), военными и антикризисными штабами в случае чрезвычайных ситуаций.

### Поисково-спасательная служба(Search and Rescue, SAR)
Система для обеспечения приёма сигналов бедствия и позиционирования места бедствия с возможностью получения на месте бедствия ответа от спасательного центра. Система должна дополнить, а затем и заменить ныне существующую КОСПАС-САРСАТ. Преимуществом системы над последней является более уверенный приём сигнала бедствия вследствие большей близости спутников «Галилео» к земле по сравнению с геостационарным положением спутников КОСПАС-САРСАТ. Система разработана в соответствии с директивами Международной морской организации (IMO) и должна быть включена в Глобальную морскую систему связи при бедствиях и для обеспечения безопасности мореплавания (ГМССБ).